# Bab al-Faradis
Bab al-Faradis (àrab: بَاب الْفَرَادِيس, Bāb al-Farādīs, ‘Porta del Paradís') o Bab al-Amara (àrab: باب العمارة, Bāb al-ʿAmāra, ‘Porta d'al-Amara’) és una de les set portes de la ciutat antiga de Damasc, capital de Síria.
La porta està situada a la part nord de la ciutat vella de Damasc. Durant l'època romana, la porta estava dedicada a Mercuri. El nom d'al-Faradis (‘el Paradís') adoptat més tard fa referència a l'abundància de jardins i de fonts d'aigua que hi havia als voltants. L'altre nom, Bab al-Amara, fa referència al nom d'un barri extramurs de la ciutat vella on s'hi reunia la gent del segle xiv.

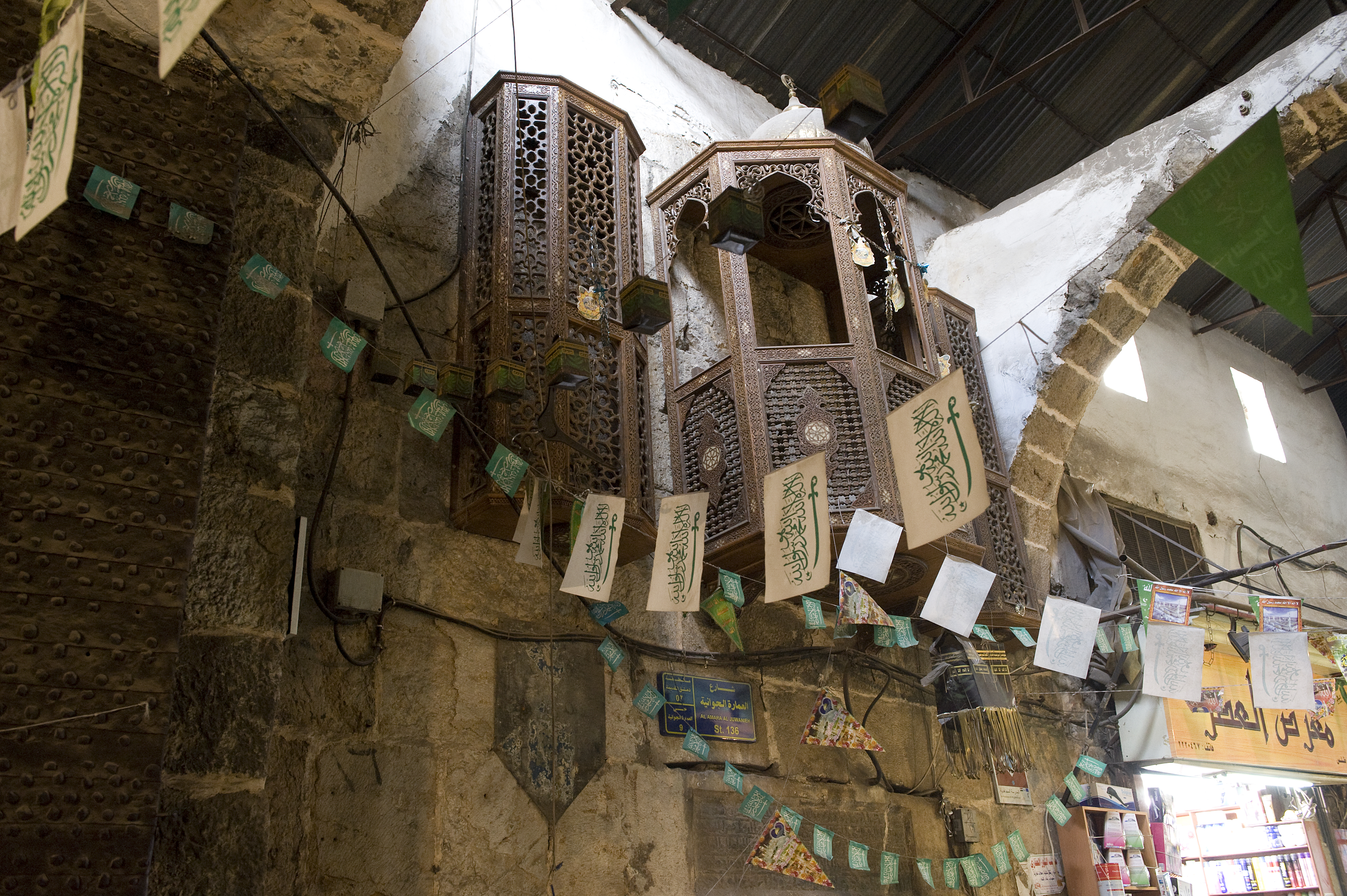

La porta va ser reconstruïda diverses vegades en èpoques antigues, l'última de les quals va ser l'any 1241.

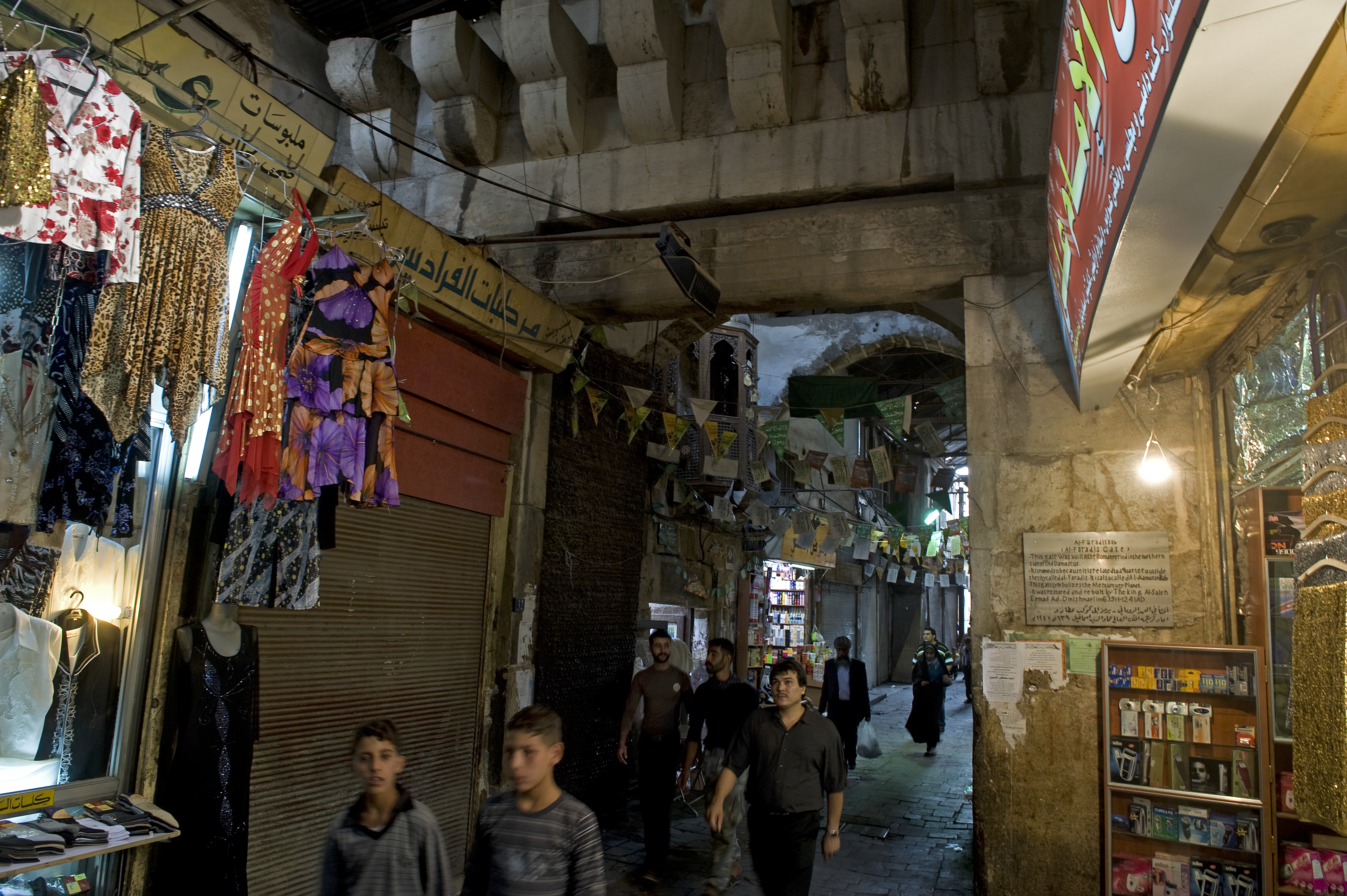
Bab al-Faradis.

Bab al-Faradis s'esmenta durant la presa de Damasc el 635 com una de les sis portes davant de les quals acampaven els exèrcits de l'islam. Va ser novament assetjada Damasc pels exèrcits abbàssides el 749 dirigits en aquest sector o bé per Humayd ibn Qàhtaba o bé per Abbàs ibn Yazid. Tanmateix, l'entrada dels exèrcits assetjadors no es va produir, durant aquests dos episodis, per aquesta porta.
Si avui la porta és una de les més concorregudes de l'antiga ciutat de Damasc, ho deu al pelegrinatge xiïta de la mesquita de Sayyida Ruqayya situada, a l'Edat Mitjana, en contacte amb la porta. Des de finals de la dècada de 1980, aquesta mesquita ha anat ampliant-se, ocupant avui una superfície de mitja hectàrea.